# Delmegrundsee

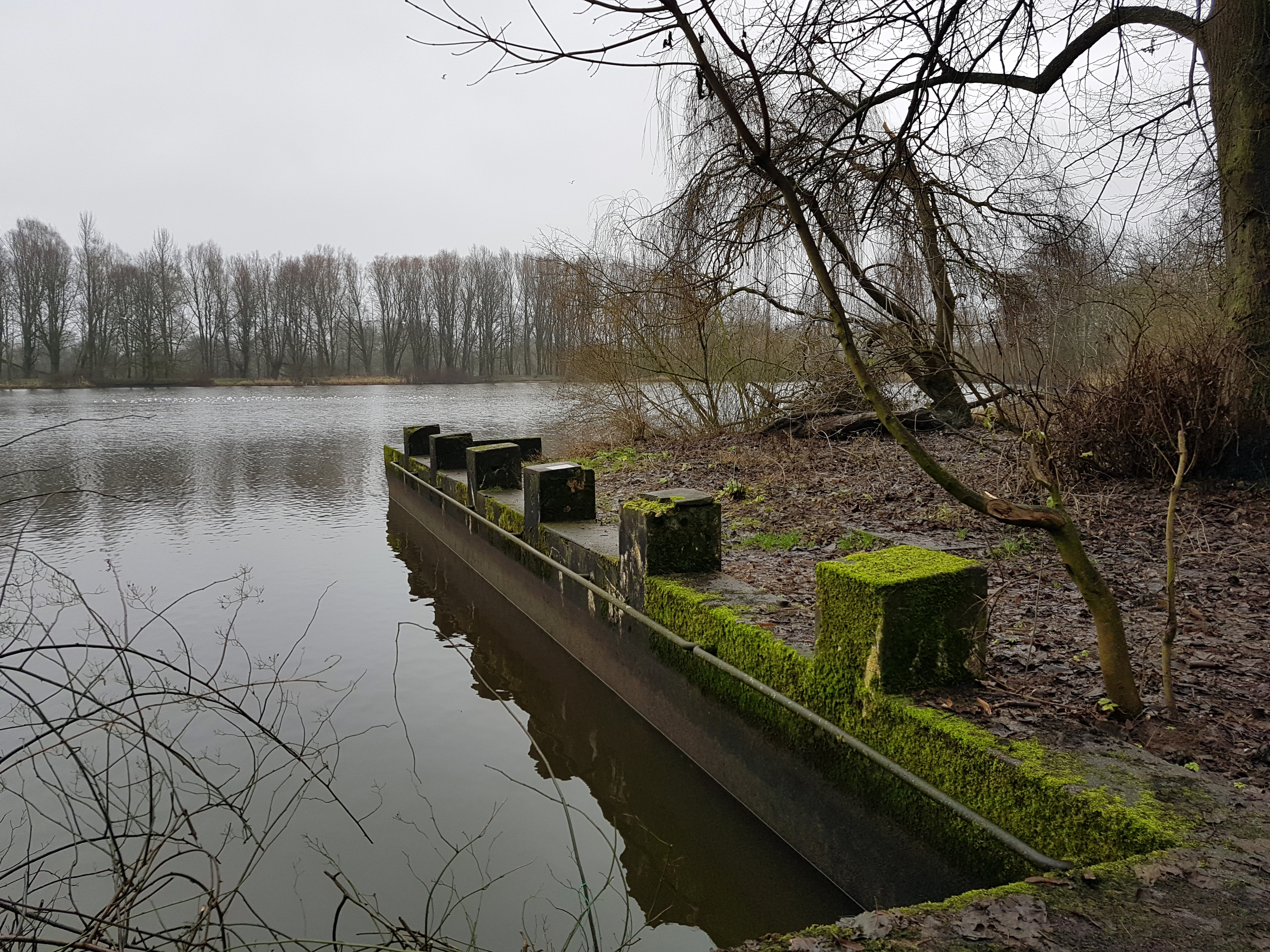
Reste der Badeanstalt

Der Delmegrundsee (vor Ort auch Mili oder Milli genannt, eine Kurzform für Militärbadeanstalt) ist ein Baggersee im Süden der Stadt Delmenhorst, Niedersachsen. Am See vorbei fließt die Delme.
Der See entstand 1936, als das Gebiet zum Militärflugplatz Delmenhorst-Adelheide gehörte und hierfür ein See ausgehoben wurde, dessen Ufer danach mit Beton eingefasst wurde. Die dadurch entstandene Badeanstalt wurde bis April 1945 von Wehrmachtssoldaten genutzt. Nach 1945 wurde das Gebiet und damit auch der See wieder für die Allgemeinheit zugänglich gemacht. Bis 1968 wurde der See als öffentliche Badeanstalt genutzt und von der Arbeiterwohlfahrt (AWO) betrieben.
Der See wird heute vom Fischereiverein Delmenhorst e. V. von 1896 als Angelgewässer genutzt. 2009 wurden aus dem See Aal, Barsch, Brassen, Güster, Hecht, Karpfen, Regenbogenforelle, Rotauge, Rotfeder, Schleie und Wels gemeldet.